# St. Bartholomäus (Gustenfelden)

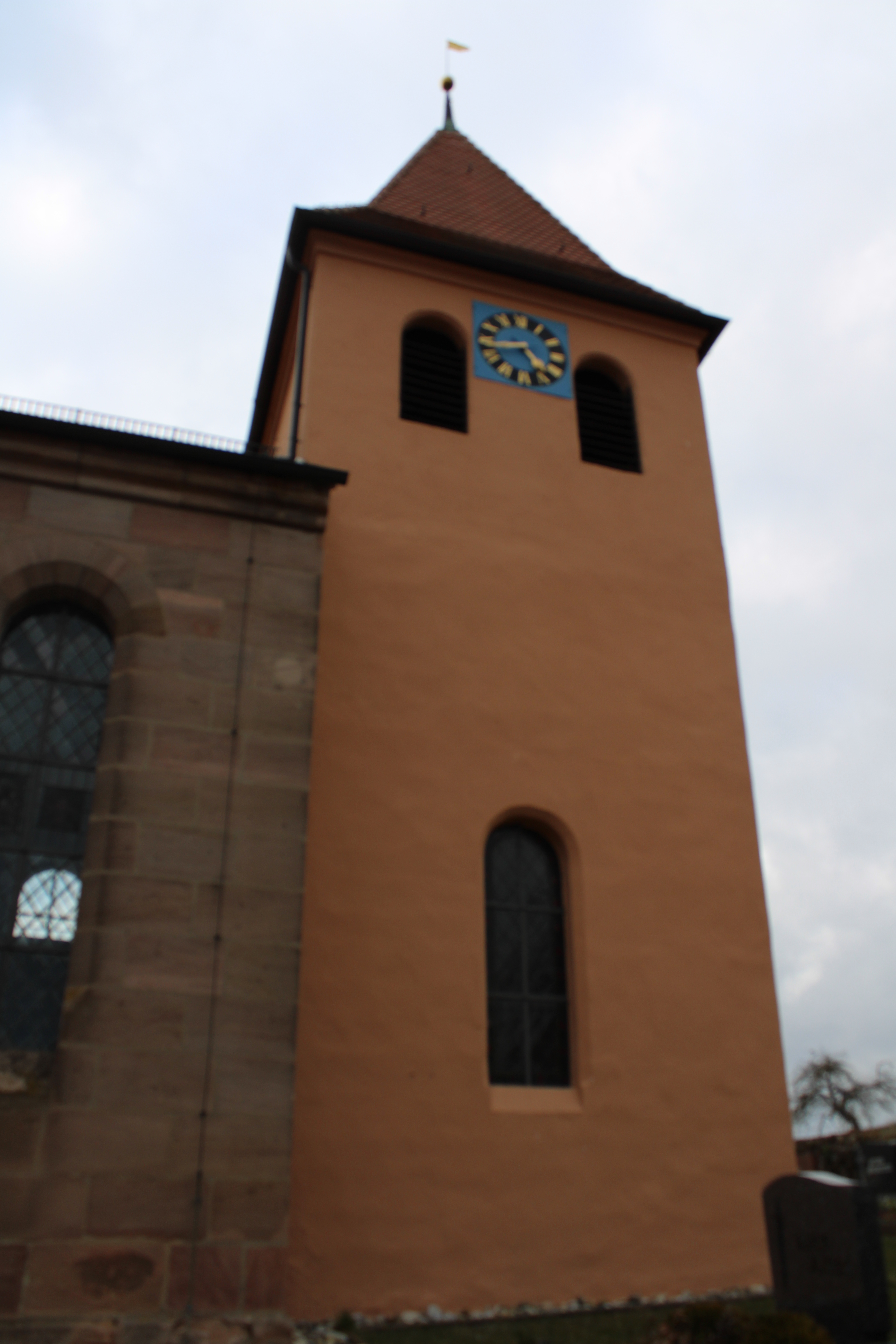
St. Bartholomäus (Gustenfelden)

Die evangelische, denkmalgeschützte Pfarrkirche St. Bartholomäus steht in Gustenfelden, einem Gemeindeteil der Gemeinde Rohr im Landkreis Roth (Mittelfranken, Bayern). Das Bauwerk ist unter der Denkmalnummer D-5-76-142-24 als Baudenkmal in der Bayerischen Denkmalliste eingetragen. Die Pfarrei gehört zur Region Mitte-West des Dekanats Schwabach im Kirchenkreis Nürnberg der Evangelisch-Lutherischen Kirche in Bayern.

## Beschreibung
Der verputzte, mit einem Pyramidendach bedeckte Chorturm stammt im Kern vom Ende des 15. Jahrhunderts. Sein oberstes Geschoss beherbergt die Turmuhr und den Glockenstuhl. Der Chor, d. h. das Erdgeschoss des Chorturms ist mit einem Kreuzrippengewölbe überspannt. Von der spätgotischen Kirchenausstattung blieb das Sakramentshaus von 1487 erhalten. 
An den Chorturm wurde 1869 das Langhaus aus Quadermauerwerk nach Westen angefügt. Sein Innenraum ist mit einer Flachdecke überspannt und hat an den Längsseiten Emporen. Der Altar wurde im 18. Jahrhundert gebaut, das Altarretabel hat 1869 Friedrich Kaulbach geschaffen. Die Kanzel wurde Mitte des 18. Jahrhunderts errichtet.